# Estación de Wagram
La estación de Wagram es una estación del metro de París situada al noroeste de la capital, en el XVII Distrito de la ciudad. Forma parte de la línea 3.

## Historia
La estación fue inaugurada el 23 de mayo de 1910 tras ampliarse la línea hacia el noroeste desde Villiers.
La estación debe su nombre a la batalla de Wagram, una de las principales victorias de Napoleón Bonaparte durante las Guerras Napoleónicas.

## Descripción
La estación se compone de dos andenes laterales de 75 metros de longitud y de dos vías.
Su diseño sigue un estilo llamado carrossage utilizado en los años 50 y 60 que pretendía romper con los esquemas clásicos. Para ello se optó por cubrir omnipresentes azulejos blancos revistiendo las estaciones usando paneles y llamativas molduras coloreadas que abarcaban todo el ancho de la pared. Enmarcados, los anuncios publicitarios o la señalización lograban destacar mucho más. Aunque este tipo de diseño fue muy apreciado en su momento, se acabó descartando porque su mantenimiento era costoso y complejo ya que cualquier actuación exigía retirar el revestimiento. Si bien muchas estaciones que lo lucían han regresado a diseños más clásicos no es el caso de Wagram que sigue conservando sus molduras horizontales de color azul mientras que las verticales, usadas en los paneles publicitarios son doradas.
La iluminación sigue un esquema inhabitual al combinar el anticuado modelo néons, donde unos sencillos tubo fluorescente adheridos a la bóveda sirven para iluminar los andenes, con unos potentes focos que únicamente iluminan la bóveda con su luz blanca. 
La señalización por su parte usa la moderna tipografía Parisine aunque fiel al estilo carrossage sigue usando como soporte unos paneles en relieve donde el texto aparece en letras blancas sobre un fondo azul. Por último, los escasos asientos de la estación son azules, individualizados y de tipo Motte.

## Accesos
La estación dispone de dos accesos:
- Acceso 1: plaza Monseigneur Loutil.
- Acceso 2: a la altura del n.º 74 de la avenida de Villiers.